# Belgian International 2015
Das Belgian International 2015 im Badminton fand vom 9. bis zum 12. September 2015 in Leuven statt. 

## Sieger und Platzierte
| Disziplin    | Gold                            | Silber                             | Bronze                              |
| ------------ | ------------------------------- | ---------------------------------- | ----------------------------------- |
| Herreneinzel | Anders Antonsen                 | Christian Lind Thomsen             | Indra Bagus Ade Chandra             |
| Herreneinzel | Anders Antonsen                 | Christian Lind Thomsen             | Lucas Corvée                        |
| Dameneinzel  | Goh Jin Wei                     | Kirsty Gilmour                     | Line Kjærsfeldt                     |
| Dameneinzel  | Goh Jin Wei                     | Kirsty Gilmour                     | Rong Schafer                        |
| Herrendoppel | Manu Attri B. Sumeeth Reddy     | Adam Cwalina Przemysław Wacha      | Peter Briggs Tom Wolfenden          |
| Herrendoppel | Manu Attri B. Sumeeth Reddy     | Adam Cwalina Przemysław Wacha      | Mathias Christiansen David Daugaard |
| Damendoppel  | Maiken Fruergaard Sara Thygesen | Joyce Wai Chi Choong Yap Cheng Wen | Isabel Herttrich Birgit Michels     |
| Damendoppel  | Maiken Fruergaard Sara Thygesen | Joyce Wai Chi Choong Yap Cheng Wen | Johanna Goliszewski Carla Nelte     |
| Mixed        | Robert Mateusiak Nadieżda Zięba | Jonathan Nordh Emelie Fabbeke      | Michael Fuchs Birgit Michels        |
| Mixed        | Robert Mateusiak Nadieżda Zięba | Jonathan Nordh Emelie Fabbeke      | Niclas Nøhr Sara Thygesen           |